# Karolina Pilarska
Karolina Pilarska (ur. 19 lipca 1987) – polska lekkoatletka, specjalizująca się w biegach długodystansowych.

## Kariera
Brązowa medalistka mistrzostw Polski w półmaratonie (Kraków 2015) rozegranym w Pile. W 2016 wygrała w Warszawie 26. Bieg Konstytucji 3 Maja. W 2018 została Mistrzynią Polski w maratonie, który odbył się w Dębnie.